# Morena Gallizio
Morena Gallizio-Tescari, née le 18 janvier 1974 à Avelengo, est une skieuse alpine italienne. Elle est l'épouse de Fabrizio Tescari, skieur alpin italien.

## Résultats sportifs

### Coupe du monde
- Résultat au classement général : 66e en 1992. : 12e en 1993. : 11e en 1994. : 59e en 1995. : 86e en 1996. : 56e en 1997. : 37e en 1998. : 94e en 1999.

### Championnats du monde de ski alpin
- Morioka 1993 combiné: 9e slalom : 5e
- Sestriere 1997 combiné: 4e slalom : 7e

### Championnats du monde juniors
Morena Gallizio ne participe à trois édition des championnats du monde juniors, de 1991 à Geilo et Hemsedal à 1993 à Montecampione, où elle est titrée en slalom et combiné.
| Épreuve / Édition | Geilo et Hemsedal | Maribor 1992 | Montecampione 1993 |
| Descente          | 29e               | 6e           | -                  |
| Super G           | -                 | Argent       | 11e                |
| Géant             | -                 | Argent       |                    |
| Slalom            | Argent            | 6e           | Or                 |
| Combiné           | -                 | 6e           | Or                 |

### Jeux olympiques d'hiver
- Albertville 1992 : 16e du combiné, 23e du super G.
- Lillehammer 1994 : 14e de la descente, 4e du combiné, 5e du super G, 9e du slalom (ne termine pas le slalom géant).
- Nagano 1998 : 5e du combiné, 8e du slalom, 26e de la descente.